# ナジフロキサシン

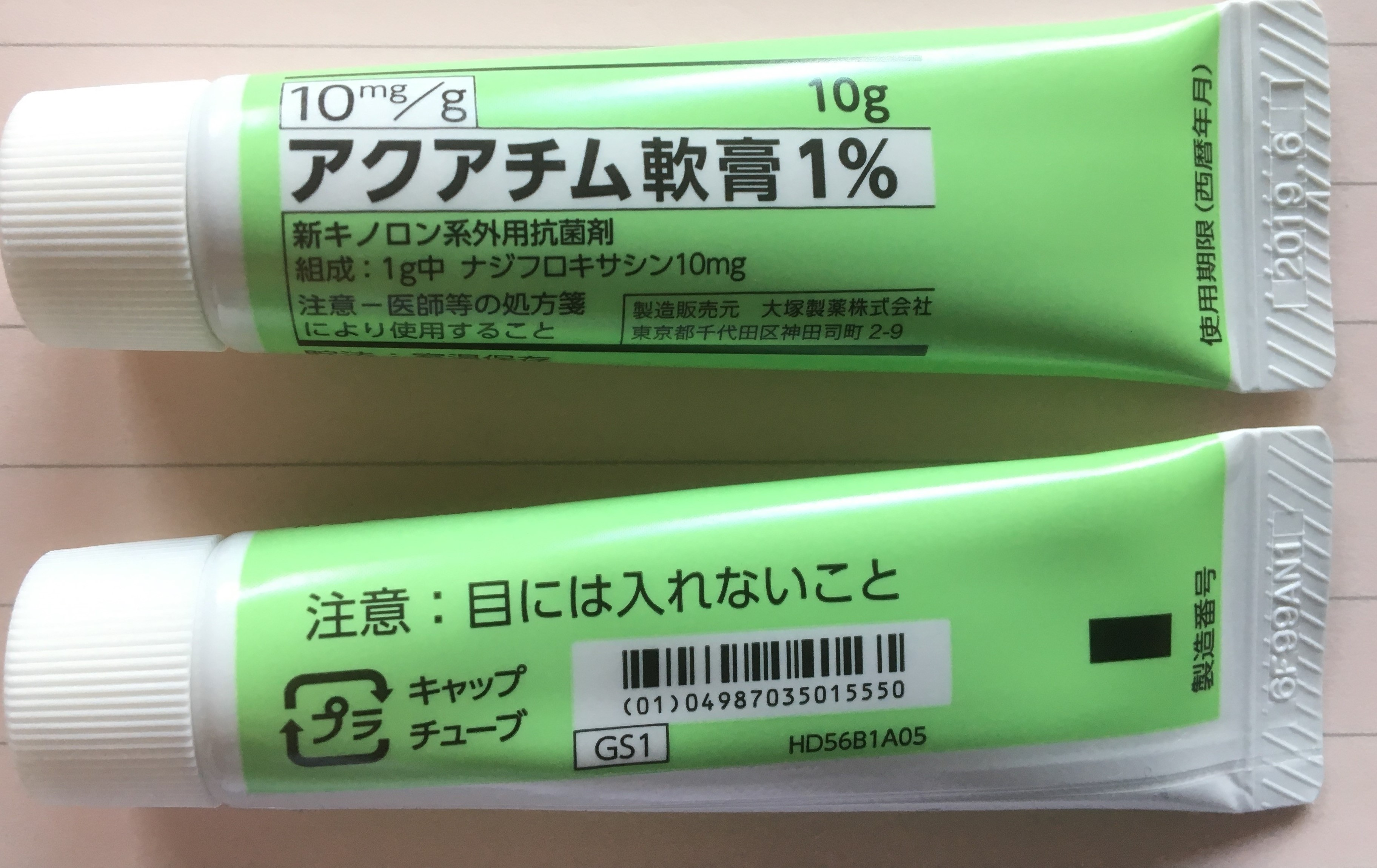
アクアチム軟膏

ナジフロキサシン（英語: Nadifloxacin）は、主に尋常性痤瘡（にきび）の治療で使用されるニューキノロン（フルオロキノロン）系の抗菌剤であり、細菌性皮膚感染症に使用される。商品名としてはAcuatim, Nadiflox, Nadoxin, Nadixa, activonとして流通する。
日本では、アクアチムの商品名で、ナジフロキサシン1%含有の軟膏、クリーム、ローションが処方箋医薬品として認可されているほか、後発医薬品も発売されている。

## 適応

### 適応菌種
グラム陽性桿菌、グラム陰性桿菌、嫌気性細菌を含めた広範囲な細菌に対して抗菌活性を示す。MRSAを含んだ黄色ブドウ球菌や表皮ブドウ球菌に対しても強い抗菌活性を持つ。また既存のニューキノロン抗生物質と交叉耐性を生じない。

### 適応症
クリーム剤/軟膏剤
表在性皮膚感染症、深在性皮膚感染症
毛包炎は表在性皮膚感染症に、尋常性毛瘡は深在性皮膚感染症に読替えられた。
クリーム剤/ローション剤
痤瘡（化膿性炎症を伴うもの）
「尋常性ざ瘡（多発性炎症性皮疹を有するもの)」は「ざ瘡（化膿性炎症を伴うもの)」に読替えられた。

## 作用機序
細菌のDNAジャイレースに作用し、DNAの高次構造の変換を阻害し、DNA複製抑制により殺菌的に作用する。

## 薬物動態
ヒトの皮膚に10gのナジフロキサシン軟膏（濃度1%）を塗布した場合、血中半減期は19.4時間であった。体内への吸収は僅かであり、48時間以内の尿中への排出量は塗布量の0.09%に過ぎない。7日間継続投与した場合、ナジフロキサシンの血中濃度が安定するのは5日目であった。尿中排泄率は、経過とともに高まる傾向にあるが、最終日の7日目でも投与量の0.16%にとどまった。しばしばキノロン系合成抗菌剤の経口剤で光線過敏症が報告されているが、本剤のパッチテストでは皮膚への刺激性は極めて弱い事が知られており、光線過敏性は無いとされている。

## 使用期間
- ざ瘡は4週間の程度の投与で効果判定を行い、無効の場合は投与中止することが推奨されている。有効な場合は、炎症性皮疹の消失をもって治療完了とする[3][4]。
- 表在性皮膚感染症と深在性皮膚感染症については、投与1週間を目途に無効な場合は投与中止すること[3][4]。

## 副作用
承認時の治験で、ローション剤において10.6%の症例に塗布時の皮膚刺激感が見られた。その他の副作用として、1%未満の低い頻度で、掻痒感、刺激感、発赤、潮紅、丘疹、顔面の熱感、接触皮膚炎、皮膚乾燥、火照り感などが報告されている。